# Clarkia rostrata
Clarkia rostrata là một loài thực vật có hoa trong họ Anh thảo chiều. Loài này được W.S.Davis mô tả khoa học đầu tiên năm 1970.